# 赤尾洋二
赤尾 洋二（あかお ようじ、1928年10月6日-2016年10月24日） は日本の博士、大学教授。「管理方針」という戦略的な計画方法論を打ち立てたことで知られる。また、水野滋と非営利組織「Quality Function Deployment（品質機能展開 
）」を立ち上げ、その理論の普及と促進に努めた。

## 経歴
- 1948年：東京工業大学を卒業。
- 1957年：東京工業大学助手。[3]
- 1962年：山梨大学工学部応用化学科助教授。
- 1979年：同大学工学部計算機科学科教授。
- 1981年：玉川大学工学部教授。
- 1991年：同大学工学部長。(1994年度まで)
- 1990年：日本品質管理学会会長[4]。(任期2年間)
- 1995年：朝日大学大学院経営学研究科教授。
- 2004年：同客員教授。
- 2006年：山形大学客員教授。

## 著作
- 新製品開発のための 品質展開活用の実際（編集）（1988年）
- 方針管理活用の実際（著）（1988年）
- 品質展開入門（編集）（1990年）

## 受賞歴
- デミング賞（1978年）
- 日経品質管理文献賞（1960年、1978年）

## 教育歴
- 東京工業大学 博士号（1964年）